# Kamasutra (film)
Kamasutra (Kama Sutra: A Tale of Love) è un film del 1996 diretto da Mira Nair.

## Trama
India, XVI secolo. Maya e Tara sono l'una una serva e l'altra una principessa. Le due ragazze, che sono cresciute insieme, sono legate da una profonda amicizia: la prima ha un temperamento più ribelle, ma è dotata di un grande fascino che attira gli sguardi degli uomini a sé, la seconda è più timida ed impacciata, e ciò la mette in ombra della propria serva.
Tara si sposa con il principe Raj Singh, prossimo erede al trono nonché uomo donnaiolo e superficiale che nota subito Maya e rimane colpito dalla sua bellezza. Tara, risentita per quegli sguardi, insulta Maya sputandole in volto. Maya rimane molto ferita da questo gesto e decide di vendicarsi seducendo per una notte Raj, poi questi parte con la moglie Tara, e Maya abbandona il palazzo dov'è cresciuta, ormai compromessa nella reputazione. Conosce però un giovane scultore del Re, Jai Kumar, che le presenta una donna, Rasa Devi, ex cortigiana del Re ed insegnante del Kamasutra, l'arte di amare e di intrattenere gli uomini. Rasa Devi ospiterà Maya nella propria casa dove le darà lezioni insieme ad altre fanciulle.
Intanto Maya si innamora di Jai, che ha trovato in lei la propria musa ispiratrice ma è allo stesso tempo spaventato dai propri sentimenti per lei: così, quando la fanciulla si concede a lui per amore, il loro rapporto cambierà e Jai decide di rifiutarla come moglie e amante. Maya, seppur molto addolorata, diventerà la cortigiana più desiderata dal Re Raj, ma anche la più odiata da sua moglie Tara. Jai, intanto, resosi conto del proprio amore per Maya dovrà convivere con una nuova difficile realtà.

## Riferimenti ad altre opere
La sequenza dei titoli di testa è ispirata al racconto Hand Me Downs di Wajida Tabassum.
- Kama Sutra il giardino profumato
- Tales of the Kama Sutra 2: Monsoon
- Kamasutra 3D

## Riconoscimenti
- Independent Spirit Awards 1998: miglior fotografia